# LazyTown - Vilamandra
LazyTown - Vilamandra (islandès: Latibær) és una sèrie de televisió infantil islandesa en anglès creada per Magnús Scheving, campió d'acrobàcies i director executiu de LazyTown Entertainment, que també actua en la sèrie actuant en el personatge principal, Sportacus. La sèrie ha estat realitzada a Islàndia per la RÚV. El repertori de la sèrie està conformat per actors d'Islàndia, el Regne Unit i els Estats Units. La sèrie té 79 episodis, tots produïts per LazyTown Entertainment i LazyTown Team.
La sèrie es va estrenar el 16 d'agost de 2004 a Nick Jr. als Estats Units i en català es va estrenar l'any 2014 al Canal Super3.
La sèrie narra les aventures que tenen lloc en un poble anomenat Vilamandra, on el Guardià núm. 10, Sportacus (Magnús Scheving) ensenya els seus habitants a portar una vida saludable, i a resoldre els problemes que se'ls presentin.
LazyTown - Vilamandra va emetre una primera temporada a Nick Jr. entre el 2004 i el 2006. La segona es va emetre entre el 2006 i el 2007.
L'any 2011 la franquícia LazyTown Entertainment va ser adquirida per Turner Broadcasting System Europe, que va anunciar una tercera temporada el maig de 2012, i que es va emetre durant el 2013. A això s'hi va sumar la quarta temporada el 2014.
LazyTown - Vilamandra ha tingut una gran acceptació. S'ha emès en més de 100 països i s'ha traduït a més d'una dotzena de llengües. El programa ha rebut el premi alemany EMIL per la revista de TV Spielfilm.

## Argument
La sèrie se centra en la Stephanie (Julianna Rose Mauriello / Chloe Lang), una nena de tretze anys que ve a viure a Vilamandra i se sorprèn de l'estil de vida poc saludable que porten els ciutadans i els seus nous amics: el Ziggi, la Nyiqui, el Totmeu i el Píxel.
A causa de les queixes de la Stephanie, el seu oncle, el nerviós alcalde Milford Bonafè aconsegueix l'ajuda del Guardià 10, l'Sportacus. La feina de l'Sportacus és incentivar els nens a fer esport, menjar fruites i verdures (ell les anomena dolços sans o esportllamis). També ajuda a resoldre els problemes del poble que són ocasionats la majoria de les vegades pel Robbie Ranci, un home mandrós que viu sota la ciutat i que vol mantenir-hi la mandra. En general, el Robbie inventa un pla (moltes vegades disfressant-se) per fer que Vilamandra torni a ser mandrosa i que l'Sportacus se'n vagi de la ciutat. No obstant això, els seus plans sempre fallen i acaba sent descobert.

## Personatges
- Stephanie (islandès: Solla Stirða, lit. "Solla inflexible") (interpretada per Julianna Rose Mauriello a la primera i segona temporada i Chloe Lang a la tercera i quarta temporada/doblada per Cristal Barreyro en català[4]). És una nova habitant entusiasta i dolça que arriba a la ciutat. Viu en una casa groga amb l'alcalde Milford, el seu oncle. Se la reconeix fàcilment gràcies al seu vestit de color rosa. L'Stephanie al principi es decep quan veu que el Ziggi, el Totmeu, la Nyiqui i el Píxel són tan mandrosos i els obliga a participar en activitats més sanes. Normalment el Robbie Ranci frustra els seus plans, però l'Stephanie és molt optimista i sempre aconsegueix superar qualsevol dificultat.
- Sportacus (islandès: Íþróttaálfurinn, lit. "l'elf atlètic") (interpretat per Magnús Scheving/doblat per Carles Lladó en catala). És l'heroi de Vilamandra. Viu en un dirigible blau futurista que vola per sobre de Vilamandra i quan algú necessita ajuda, el cristall que té al seu vestit brilla en senyal d'altera. Comprensiu, humil, valent i servicial, es dedicat a l'exercici i té una rivalitat amb el Robbie Ranci (encara que sempre ajuda el Robbie quan té problemes). L'Sportacus té una dieta basada en les fruites i les verdures, que anomena "esportllamis". Si s'alimenta de menjar porqueria, perd immediatament tota la força i les seves habilitats, que només es pot restaurar menjant opcions més sanes. A la tercera temporada, guanya millores que inclouen: una nova motxilla que porta a sobre. La motxilla conté esportllamis i material esportiu. El seu cristall ara s'il·lumina de color vermell quan té poca energia.
- Robbie Ranci (islandès: Glanni Glæpur, lit "el delinqüent imprudent") (interpretat per Stefán Karl Stefánsson/doblat per Daniel Albiac en català). És el malvat principal de la sèrie que acostuma a tramar plans malèvols en els quals es disfressa per enganyar els nens, o crea invents perquè no es diverteixin i descoratjar els seus nous estils de vida. No suporta que la Stephanie i l'Sportacus tinguin tanta influència sobre la gent del poble, i diversos dels seus plans consisteixen a voler eliminar-los. Irònicament, el Robbie dedica tant d'esforç als seus plans que es converteix en un dels ciutadans més enèrgics de Vilamandra.
- Ziggi (islandès: Siggi Sæti, lit. "Siggi dolç") (interpretat per Guðmundur Þór Kárason/doblat per Thais Buforn en català) Acostuma a portar un vestit de superheroi amb una capa. Li encanta menjar caramels i llaminadures, especialment piruletes. Quan va arribar la Stephanie, va descobrir que a part del sucre, hi ha més coses a la vida. Ara es mou molt i participa en qualsevol esport en què juga el grupet, però encara gaudeix dels caramels amb moderació. El Ziggy és un personatge poc sofisticat, força ingenu i beneitó. També està obsessionat amb l'Sportacus i l'idolatra.
- Píxel (islandès: Goggi Mega) (interpretat per Ronald Binion/doblat per Marta Ullod en català). És un inventor apassionat dels ordinadors i la tecnologia. Arregla tota mena de ginys per evitar fer activitats físiques. El Píxel no és gaire sociable a causa de la gran quantitat de temps que passa sol, normalment jugant videojocs als seus ordinadors. Està enamorat de Stephanie i li costa parlar als primers episodis. Representa la intel·ligència i el sentit comú. Casa seva sovint serveix com a lloc de reunió, ja que té molt d'espai i televisió.
- Nyiqui (islandès: Halla Hrekkjusvín, lit. "Halla bromista") (interpretada per Sarah Burgess/doblada per Roser Aldabó en català). Li agraden els acudits i les bromes. Acostuma a fer comentaris sarcàstics sobre els seus amics. Li diu "roseta" a l'Stephanie (pel seu vestit i cabells) quan intenta cridar la seva atenció. A la cançó d'obertura, la Nyiqui dibuixa un bigoti a l'alcalde. La Trixie representa la impaciència i la falta de respecte a les normes.
- Totmeu (islandès: Nenni Níski, lit. "Nenni brètol") (interpretat per Jodi Eichelberger/doblat per Jaume Aguiló en català). És un noi egoista, cobdiciós i de classe alta que porta una armilla de punt de color groc i un corbatí amb rodonetes. A les temporades 2-4, porta ulleres rectangulars que necessita per llegir. És propietari d'un cotxe groc i sovint parla del seu pare (que no es veu mai), que suposadament és l'home més ric de la ciutat. El totmeu sol ser sarcàstic i mal educat. Representa la possessivitat i una actitud egocèntricta.
- Milford Bonafè (islandès: Bæjarstjórinn, lit. "l'alcalde") (interpretat per David Matthew Feldman/doblat per Enric Isasi-Isasmendi en català). És l'alcalde de Vilamandra i està enamorat de la senyoreta Botzineta. Estima molt a la seva neboda Stephanie i sempre crida l'Sportacus perquè l'ajudi quan se sent trista o quan té problemes. Se'l coneix per dir "Ai mare!" sempre que alguna cosa va malament. L'alcalde està antiquat i sovint la tecnologia moderna li fa ballar el cap.
- Bessie Botzineta (islandès: Stína Símalína, lit. "Stína línia telefònica") (interpretada per Julie Westwood/doblada per Maria Josep Guasch en català) és una veïna adulta del poble i la secretària/dona de l'alcalde Milford. Tot i ser condescendent, mira de fer de mare pels nens. Sempre sap la tendència del moment i és pomposa però elegant. Li agrada parlar amb el mòbil i a vegades està tan absorta en la trucada que no s'adona què passa en el seu voltant.

## Producció
La intenció del creador de la sèrie, Magnús Scheving, és convèncer els nens i nenes dels beneficis de l'activitat física i de mostrar les habilitats del personatge principal Sportacus i la bona alimentació. En Magnús, dues vegades campió europeu d'aeròbic, és el creador, director i guionista de la sèrie, així com l'intèrpret del personatge principal.
LazyTown va debutar al canal Nick Jr., de la cadena estatunidenca CBS. La primera temporada es va emetre des del 16 d'agost de 2004 fins al 18 de maig de 2006. La sèrie va ser renovada per a una segona temporada, emesa des del 25 de setembre de 2006 fins al 15 d'octubre de 2007.
El 2011 Turner Broadcasting System Europe compra la franquícia; anunciant una tercera temporada el maig de 2012, i emetent-la des del 13 de març fins al 12 de desembre de 2013. Aquesta nova aventura va tenir alguns canvis com per exemple que la Chloe Lang és la nova Stephanie (interpretada originalment per Julianna Rose Mauriello). També l'Sportacus (Magnús Scheving) fa servir un escut a la part posterior del vestit, com es mostra en el tràiler oficial.
La quarta temporada s'anuncià l'agost de 2013 i es va gravar entre finals d'aquest mateix any i principis del 2014. Es va emetre des del gener 10 fins al 13 d'octubre del 2014.
A Espanya, el programa ha estat emès a Playhouse Disney, Clan TVE, La 2, Boing, i a Catalunya al Canal Super3.
En Magnús Scheving mantenia converses per portar la sèrie LazyTown - Vilamandra al cinema fent un contracte amb la productora Warner. La cançó anomenada "Good to be bad" s'ha emès només als Estats Units.
El 21 d'agost de 2018 va morir Stefán Karl Stefánsson (actor que va interpretar a Robbie Ranci) després de lluitar contra el càncer de les vies biliars.

## Episodis

### Primera temporada
1. Benvinguts a Vilamandra (16 d'agost de 2004)
2. Descontrol de peus (16 d'agost de 2004)
3. El dia de l'esport (18 d'agost de 2004)
4. L'embolic del cristall (19 d'agost de 2004)
5. Insomni (20 d'agost de 2004)
6. El pastís pispat (21 d'agost de 2004)
7. Heroi per un dia (22 d'agost de 2004)
8. El fals Sportacus (23 d'agost de 2004)
9. Aniversari amb raspall de dents  (24 d'agost de 2004)
10. Els escoltes ganduls  (25 d'agost de 2004)
11. El doctor Rancistein  (27 de setembre de 2004)
12. El pirata Barbarància  (4 d'octubre de 2004)
13. Quina por, un dinosaure!  (25 d'octubre de 2004)
14. La meva caseta de l'arbre  (11 de novembre de 2004)
15. El poble més gandul  (6 de juny de 2005)
16. Estimat diari' (7 de juny de 2005)
17. Eliminat!  (8 de juny de 2005)
18. El dia dels rècords  (9 de juny de 2005)
19. El príncep Totmeu  (27 de juny de 2005)
20. VideoPíxel  (8 de juliol de 2005)
21. Juguem a... (1 d'agost de 2005)
22. El comandament a distància (2 d'agost de 2005)
23. L'Sportacus? Qui és? (3 d'agost de 2005)
24. Fanàtics del futbol  (4 d'agost de 2005)
25. La senyoreta Roberta  (5 d'agost de 2005)
26. La nova superheroïna de Vilamandra" (14 d'agost de 2005)
27. Agent secret Zero  (18 d'octubre de 2005)
28. Els grans èxits de Vilamandra  (23 de novembre de 2005)
29. Santa Claus sorpresa a Vilamandra  (9 de desembre de 2005)
30. Els grans fracassos del Robbie (7 de febrer de 2006)
31. La festa de les Esportllamis  (15 de maig de 2006)
32. Duel de ball  (16 de maig de 2006)
33. L'amic extraterrestre (17 de maig de 2006)
34. L'Sportacus no para! (18 de maig de 2006)

### Segona temporada
1. 35. El Robbie Superstar (25 de setembre de 2006)
2. 36. El petit Sportacus (26 de setembre de 2006)
3. 37. Problemes amb les deixalles (27 de setembre de 2006)
4. 38. Problema doble (18 d'octubre de 2006)
5. 39. El castell encantat (30 de novembre de 2006)
6. 40. El monstre de la neu (15 de desembre de 2006)
7. 41. El circ de Vilamandra (12 de febrer de 2007)
8. 42. Frau a l'escola (13 de febrer de 2007)
9. 43. Telepíxel (15 de febrer de 2007)
10. 44. Amics per sempre (16 de febrer de 2007)
11. 45. L'àlbum de l'energia (10 de març de 2007)
12. 46. Sorpresa d'aniversari (12 de maig de 2007)
13. 47. Vilamandra entra a l'era digital (20 de maig de 2007)
14. 48. El geni gandul (21 de juny de 2007)
15. 49. Hi havia una vegada (5 d'agost de 2007)
16. 50. Els coets mandrosos (23 d'agost de 2007)
17. 51. Somnis de dansa (1 d'octubre de 2007)
18. 52. L'Sportacus rescata les joguines (15 d'octubre de 2007)

### Tercera temporada
1. 53. Roboticus (13 de març del 2013)
2. 54. El millor regal (12 d'abril de 2013)
3. 55. La caputxeta rosa (2 de maig del 2013)
4. 56. El joc del tresor (20 de juny de 2013)
5. 57. Qui és qui (11 de juliol del 2013)
6. 58. La pantera morada (1a part) (8 d'agost de 2013)
7. 59. La pantera morada (2a part) (11 de setembre de 2013)
8. 60. El cavaller blau (12 de setembre del 2013)
9. 61. El primer dia d'estiu (26 de setembre de 2013)
10. 62. El xef Cuinarància (2 d'octubre del 2013)
11. 63. Esmorzar amb esportllamis (23 d'octubre del 2013)
12. 64. La copa de Vilamandra (13 de novembre de 2013)
13. 65. L'esperit nadalenc (12 de desembre del 2013)

### Quarta temporada
1. 66. Anem a la Lluna (10 de gener de 2014)
2. 67. Les últimes esportllamis (31 de gener de 2014)
3. 68. El dia de l'amic secret (14 de febrer de 2014)
4. 69. Un nen nou a Vilamandra (6 de març de 2014)
5. 70. Hora d'aprendre (4 d'abril de 2014)
6. 71. La princesa Stephanie (23 de maig de 2014)
7. 72. El Ziggi té un osset que parla (12 de juny de 2014)
8. 73. El mag de Vilamandra (21 de julhet de 2014)
9. 74. La trolleta (4 d'agost de 2014)
10. 75. L'endevina (26 de setembre de 2014)
11. 76. Els atrapafantasmes (26 de setembre de 2014)
12. 77. El superequip del Robbie (3 d'octubre de 2014)
13. 78. El misteri de la piràmide (26 d'octubre de 2014)